# Kölner Autobahnring
Der Kölner Autobahnring – auch kurz Kölner Ring genannt – besteht im Uhrzeigersinn aus den die Stadt Köln ringförmig umgebenden Autobahn-Abschnitten der A 3, der A 4 und der A 1 zwischen dem Autobahnkreuz Leverkusen, dem Autobahndreieck Köln-Heumar und dem Autobahnkreuz Köln-West in einer Länge von 51,8 km. Der Ring ist zentraler Übergangspunkt zwischen diesen drei hochfrequentierten Autobahnen und hat daher neben den lokalen Verkehrsströmen zugleich den so zugeführten Fernverkehr zu bewältigen. Er zählt deshalb zu den höchstbelasteten und stauanfälligsten Autobahnabschnitten in Deutschland; nach der Straßenverkehrszählung 2015 der Bundesanstalt für Straßenwesen hatte der Abschnitt A3/A4 zwischen AK Köln-Ost und AD Heumar des Kölner Autobahnrings mit einer DTV 171.137 den Abschnitt AS Alboinstr.- AS Tempelhofer Damm des Berliner Stadtrings (A 100) mit DTV 166.261 in der Rangliste der am stärksten befahrenen Autobahnabschnitte Deutschlands überholt und stand damit auf Platz 1, bei der Straßenverkehrszählung 2021 hatten beide Abschnitte nachgelassen, standen aber in gleicher Reihenfolge mit 166.261 und 154.446 weiterhin auf Platz 1 und 2.
Der Kölner Ring kreuzt die Autobahnen A 559 am Kreuz Köln-Gremberg, die A 555 von Bonn am Autobahnkreuz Köln-Süd und die A 57 (Krefeld–Köln-Ehrenfeld) am Autobahnkreuz Köln-Nord. Die A 59 ist aus Richtung Düsseldorf am Autobahnkreuz Leverkusen-West und aus Richtung Bonn am Heumarer Dreieck an den Kölner Ring angebunden.
Der Autobahnring ist der äußerste der Kölner Straßenringe. Er verläuft mit Ausnahme von 6 km im Nordosten vollständig auf Kölner Stadtgebiet. Weitere Kölner Ringe sind – von außen nach innen – der Militärring, der Gürtel, die Innere Kanalstraße und die Ringe.

## Geschichte

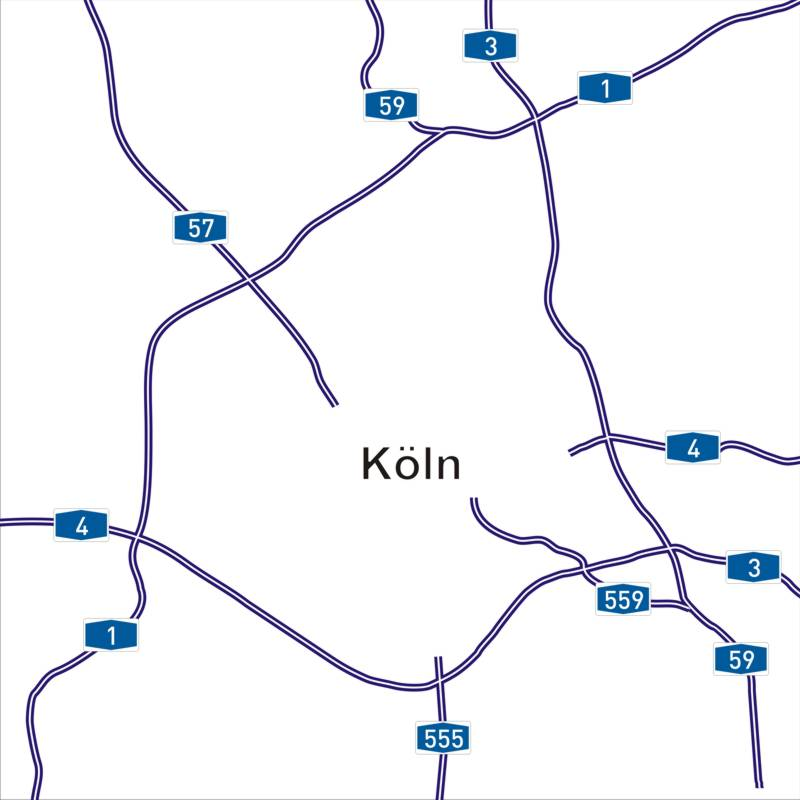
Alle Autobahnen in Köln

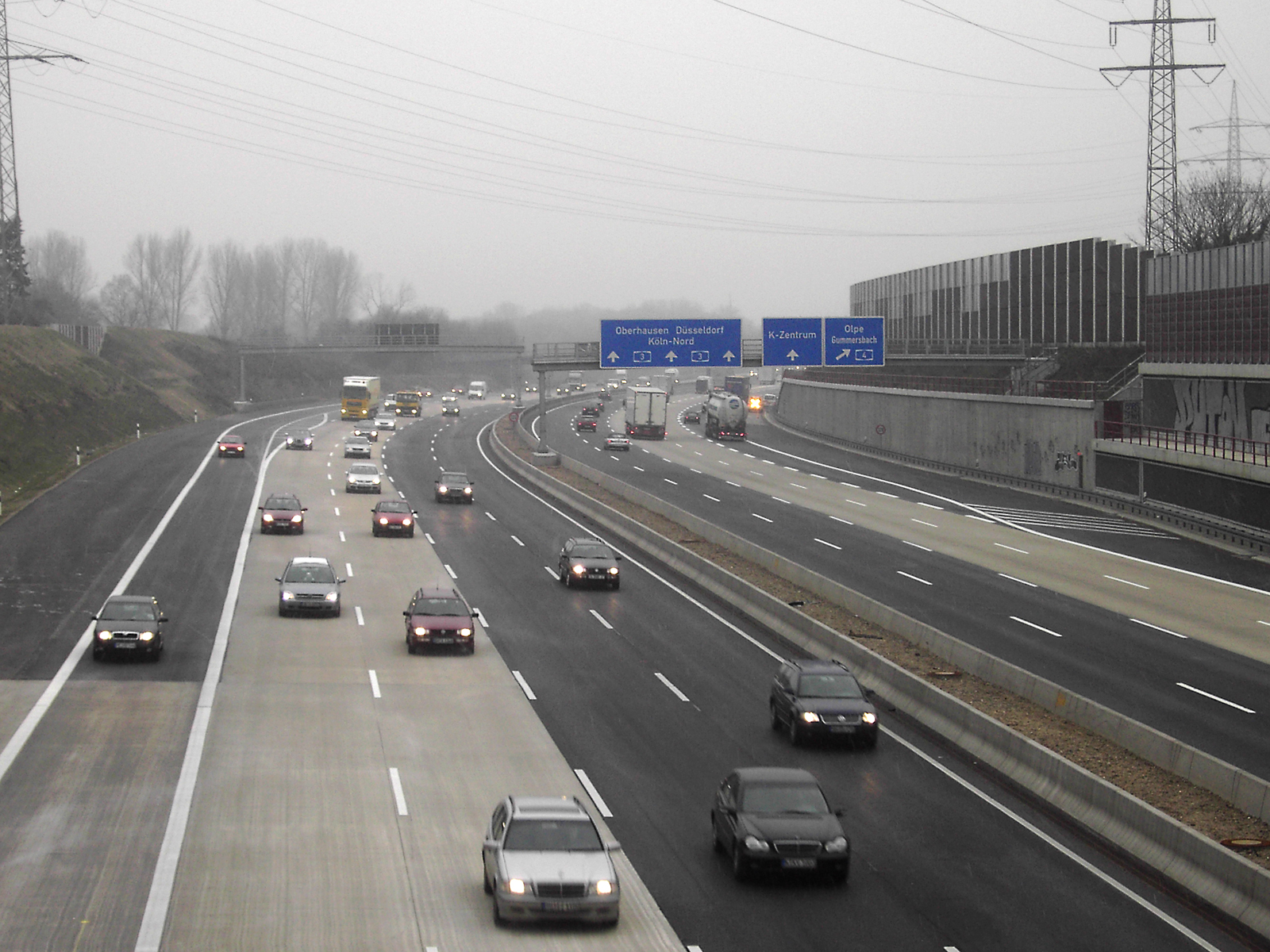
Ausbauabschnitt der A 3 vor dem Kreuz Köln-Ost

Der Kölner Ring entstand von Leverkusen aus im Uhrzeigersinn. 1936 wurde der Abschnitt zwischen Leverkusen und Köln-Mülheim als Teil der Autobahn Oberhausen–Wiesbaden fertiggestellt, 1937 der Abschnitt bis Siegburg. Damit war der heutige Ostring bereits befahrbar. Im Jahre 1941 wurde der Bau der Rheinbrücke Rodenkirchen abgeschlossen und damit die Verbindung von der A 3 zur linksrheinischen Autobahn Köln–Bonn (der heutigen A 555) hergestellt.
In den Jahren 1957 bis 1960 wurde die Autobahn Köln – Aachen fertiggestellt, der Abschnitt vom Kreuz Köln-Süd zum späteren Kreuz Köln-West war ab 1958 in Betrieb. 1961 begannen im Kölner Norden die Bauarbeiten an der zweiten Autobahnbrücke über den Rhein. Mit der Fertigstellung des Nordwestrings 1965 kann der Kölner Ring in seiner gesamten Länge genutzt werden.
1971 wurde die A 1 über das Kreuz Köln-West hinaus Richtung Süden verlängert und 1974 die A 4 am Kreuz Köln-Ost aus Richtung Osten an die A 3 angeschlossen. Seitdem besteht der Abschnitt zwischen Kreuz Köln-Ost und Dreieck Heumar aus zwei Autobahnen, der A 3 (Ostring) und der A 4 (Südring).

## Heutiger Zustand (mit konkreten Ausbauplänen und laufenden Ausbauten)

### Verkehrsaufkommen
Mit einem Verkehrsaufkommen von 360.000 Kraftfahrzeugen täglich, darunter 15 % Lastkraftwagen, gehörte 2012 der Kölner Autobahnring zu den meistfrequentierten Autobahnen europaweit. Dabei kam es täglich zu 28 Verkehrsunfällen auf den Autobahnen rund um Köln. Nach den Straßenverkehrszählungen 2015 und 2021 der Bundesanstalt für Straßenwesen hatte der Kölner Autobahnring den Berliner Stadtring (A 100) in der Rangliste der am stärksten befahrenen Autobahnabschnitte Deutschlands überholt und stand damit auf Platz 1.

### Telematik
Im Zuge der Vorbereitungen auf die Fußball-WM 2006 wurde die A 3 mit einem Verkehrsleitsystem mit Wechselverkehrszeichen ausgerüstet, welches bei Staugefahr die Verkehrsströme auf Umleitungsstrecken wie die B 8 leitet. Dieses befindet sich seit dem 10. Mai 2006 im Dauerbetrieb.

### Ring allgemein
Die Verkehrsbelastung auf dem Kölner Autobahnring hat seit den 1950er Jahren kontinuierlich zugenommen. Baulich vorgesehene Erweiterungen auf sechs Fahrstreifen (ohne Standstreifen) wurden überall durchgeführt, erwiesen sich jedoch bald als nicht mehr ausreichend, die Verkehrsbelastung von stellenweise täglich über 171.000 Fahrzeugen (Stand 2015)  zu verkraften.
Seit den 1990er-Jahren wurde der Kölner Autobahnring deshalb komplett auf sechs Fahrstreifen ausgebaut (teilweise auf 8 Fahrstreifen im Ostring).

### Ostring
Der weitere achtspurige Ausbau zwischen dem Autobahnkreuz Leverkusen und der AS Leverkusen ist in Planung; ebenso der Umbau des Kreuzes Leverkusen selbst.
Der achtstreifige Ausbau zwischen der AS Leverkusen und der AS Köln-Mülheim ist seit 2. Juni 2017 für beide Fahrtrichtungen für den Verkehr freigegeben. Der Ausbau war Ende Januar 2012 planfestgestellt worden, und hatte im Juni 2015 begonnen.
Der Abschnitt zwischen den AS Köln-Mülheim und Köln-Dellbrück ist seit der Fertigstellung am 19. Juli 2012 mit insgesamt acht Fahrstreifen befahrbar.
Der achtstreifige Ausbau zwischen der AS Köln-Dellbrück und dem Kreuz Köln-Ost erfolgte bis August 2008.
Der Abschnitt Kreuz Köln-Ost–Dreieck Heumar der A 3/A 4 wurde vom 12. Oktober 2003 (erster Spatenstich) bis zum 6. Dezember 2005 (Verkehrsfreigabe) als erstes Autobahnstück in Nordrhein-Westfalen auf vier Fahrstreifen pro Richtung ausgebaut.

### Südring
In den 1990er-Jahren wurde zunächst der Südring zwischen dem Dreieck Köln-Heumar und dem Kreuz Köln-West von 4 auf 6 Fahrstreifen ausgebaut und die Rodenkirchener Brücke dabei um eine zweite, baugleiche Brücke ergänzt. Dabei entstand auch eine neue Anschlussstelle für den Containerbahnhof Köln-Eifeltor.
Da inzwischen festgestellt wurde, dass beinahe alle Brückenbauwerke im Bereich des Dreiecks Heumar ihre Belastungsgrenzen, bzw. ihr Lebensalter erreicht haben oder demnächst erreichen werden, zudem die tatsächlich zu beobachtenden Verflechtungsvorgänge im Dreieck nicht mehr mit den baulich vorgegebenen Beziehungen übereinstimmen, ist ein großzügiger Um- und Ausbau des Dreiecks vorgesehen. Mit der Durchführung ist die DEGES beauftragt. Der Um- und Ausbau des Dreiecks wurde 2019 mit dem Abriss der Brücke über die Bundesstraße 8 und vorläufigem Stellen einer Ersatzbrücke begonnen und soll voraussichtlich bis 2029 abgeschlossen werden.
Aufgrund der erheblichen Verkehrsbelastung ist ein Ausbau der BAB 4 zwischen dem Kreuz Köln-Gremberg und dem Kreuz Köln-Süd auf acht Spuren geplant, um auch die auf beiden nach Süden Richtung Bonn verlaufenden Autobahnen BAB 59 und BAB 555 besser zu verknüpfen. Dies würde auch eine Erweiterung der Rodenkirchener Brücke bedingen.
Auch das Autobahnkreuz Köln-Süd soll in Zukunft größer umgebaut werden (Details sind hierzu noch nicht bekannt). Als erste Maßnahme wurde zur Entflechtung der Verkehrsströme ein zusätzliches (Behelfs-)Brückenbauwerk errichtet (Fertigstellung April 2017), um die täglich zu beobachtenden Rückstaus auf die A4 (durch den Abbiegeverkehr von der A4 aus Osten kommend Richtung A 555 nach Süden Richtung Bonn) und die A 555 (durch den Abbiegeverkehr von der A 555 aus Süden kommend Richtung A 4 nach Westen Richtung Aachen) zu vermeiden oder wenigstens zu reduzieren.
Das Kreuz Köln-West wurde zunächst bis 2003 grundlegend umgebaut. Dabei wurde die bisherige Kleeblatt-Form durch Schaffung zusätzlicher Verbindungskurven (z. B. direkte Verbindung von der A4 aus Richtung Aachen auf die A1 Richtung Dortmund) entflochten. Danach wurde das Kreuz noch weiter umgebaut, nach einem Baustillstand aufgrund von Vergabebeschwerden wurde die Bautätigkeit im Dezember 2014 wieder aufgenommen. Es wurden umfangreiche Entflechtungen der Verkehrsströme vorgenommen, die u. a. auch wegen der unmittelbar südlich anschließenden, an der A1 gelegenen, AS Frechen und den dortigen Gewerbegebieten (mit hohem LKW-Aufkommen) durchaus komplizierter war. Als letzte Maßnahme wurde u. a. eine zusätzliche Brücke für Verkehr von der A4 aus Olpe kommend zur A1 Richtung Koblenz gebaut, der Umbau sollte im letzten Quartal 2017 abgeschlossen werden. Als weitere Maßnahme zur Entflechtung des hohen Verkehrsaufkommens wird seit längerem auch der Ausbau der bisherigen Teilanschlussstelle Frechen-Nord (bisher nur Auf- und Abfahrten von und in Richtung Aachen möglich) an der A4 westlich vom Kreuz Köln-West zum Vollanschluss gefordert.

### Nordwestring
Der sechsspurige Ausbau der A 1 zwischen den Autobahnkreuzen Köln-West und Köln-Nord war seit Februar 2007 in Bau und wurde im Herbst 2015 abgeschlossen. Dabei wurde die Autobahn zwischen dem Kreuz Köln-West und der Eisenbahnbrücke der Strecke Köln-Aachen aus Lärmschutzgründen überdacht. Die „Einhausung Lövenich“ ist seit dem 21. Dezember 2012 auf allen 6 Spuren freigegeben. Sicherheitstests und Restarbeiten wurden bis Mitte 2014 beendet. Der sechsspurige Ausbau zwischen der AS Köln-Bocklemünd und dem Kreuz Köln-Nord (im Wesentlichen durch Anbau von Standspuren auf beiden Seiten und Anpassung oder Neubau bestehender Kreuzungsbauwerke) erfolgte dann ab 2013 und war im Herbst 2015 abgeschlossen.
Im Zuge der umfangreichen Vorbereitungen zum Neubau der Rheinbrücke Leverkusen ab 2017 im und um den Kölner Autobahnring ist ein Neubau des zentralen Bauwerkes im Kreuz Köln-Nord ab 2016 geplant und wird voraussichtlich bis Ende 2018 dauern. Das neue Brückenbauwerk wird bereits für den 6-spurigen Betrieb der A 57 ausgelegt sein. Durch diesen Umbau soll die A 57 bereits bis zur AS Köln-Chorweiler 6-spurig ausgebaut werden. Zudem soll das Kreuz dahingehend umgebaut werden, dass zur Entflechtung der Verkehrsströme für die Fahrtbeziehung von der A 1 aus Richtung Euskirchen auf die A 57 Richtung Neuss eine Halbrampe über die A 57 errichtet werden soll; für die Fahrtbeziehung von der A 1 aus Richtung Dortmund auf die A 57 in Richtung Köln soll ebenfalls eine Halbrampe unterhalb der A 57 entstehen.
Eine Sanierung der Rheinbrücke Leverkusen erschien nicht sinnvoll, so dass zunächst ein Ersatz durch Neubau bis 2025 angedacht war. Am 30. November 2012 wurde plötzlich festgestellt, dass die Autobahnbrücke über den Rhein bei Leverkusen so marode ist, dass eine sofortige Sperrung für Fahrzeuge über 3,5 Tonnen erforderlich wurde. Dies führte zu einem Verkehrschaos in und um Köln. Nach einer provisorischen Reparatur bis März 2013 konnte die Brückensperrung kurzzeitig wieder aufgehoben werden, wurde aber 2014 wieder eingeführt und wird bis zur Fertigstellung der ersten Hälfte der neuen Brücke in der ersten Jahreshälfte 2024 bestehen bleiben; die Brücke steht aber weiter unter ständiger Beobachtung und es finden ständig provisorische Reparaturmaßnahmen statt, um eine Vollschließung zu umgehen. Die geplante Ersatzbrücke sollte deshalb früher als bisher geplant, nämlich bis spätestens 2020 gebaut werden; jedoch führten Verzögerungen bei der Kampfmittelsondierung dazu, dass die zweite Hälfte der Brücke auf dem Stand Juli 2023 erst 2027 fertig gestellt werden wird. Die neue Brücke sollte nach der ursprünglichen Planung bereits für einen achtspurigen Betrieb ausgelegt, jedoch zunächst sechsspurig betrieben werden. Nachdem die Planer aber bis 2025 von einer Verkehrsmehrbelastung auf der A 1 von 25 % ausgehen, wird die neue Brücke nunmehr 10 Spuren haben. Ebenso wurde von Leverkusenern ein Tunnel unter dem Rhein ins Gespräch gebracht, da die Verbreiterung der neuen Brücke u. a. mit Untergrund-Problemen der Altlast Dhünnaue auf Leverkusener Gebiet umgehen musste. Da die Brücke unter anderem die beiden Bayer-Standorte Leverkusen und Uerdingen verbindet, hätte ein solcher Tunnel Potential für schwere Unglücke gehabt.
Seit dem 24. November 2016 liegt der Planfeststellungsbeschluss der Bezirksregierung Köln vor, mit welchem erwartungsgemäß der Bau einer neuen Rheinbrücke (an ungefähr derselben Stelle wie die bisherige Brücke), bestehend aus zwei selbstständigen Brückenkörpern mit je 5 Fahrspuren und gesondertem Rad/Fußweg an den jeweiligen Außenseiten planfestgestellt wurde. Die angedachten Tunnellösungen wurden als zu teuer und zeitaufwendig verworfen. Am 14. Dezember 2017 erfolgte offiziell der erste Spatenstich für den Bau der Brücke.
Der Abschnitt zwischen dem Autobahnkreuz Köln-Nord und dem Autobahnkreuz Leverkusen ist sechsspurig ausgebaut. Aber auch die Abschnitte von der Rheinbrücke bis zum Kreuz Leverkusen auf der A1 sowie die A3 im Bereich des Autobahnkreuzes Leverkusen sind inzwischen sanierungs- und/oder ausbaubedürftig. Im Zusammenhang mit dem dringend erforderlichen Neubau der Rheinbrücke Leverkusen ist deshalb auch geplant, den Autobahnabschnitt von der Leverkusener Rheinbrücke bis zum Kreuz Leverkusen auf der A1 -einschließlich der Kreuze Leverkusen-West und Leverkusen- sowie den Abschnitt unmittelbar südlich und nördlich des Kreuzes Leverkusen auf der A3 komplett neu zu gestalten.

## (nicht realisierte) Planungen

### „Zweiter Ring“
Mitte der 1970er Jahre überlegte man, den bereits damals hochbelasteten Ring nicht auf sechs bis acht Spuren auszubauen, sondern stattdessen einen weiteren Autobahnring um Köln unter Einbeziehung bereits bestehender Autobahnen zu bauen. Davon versprach man sich eine Entlastung des Kölner Rings durch den Fernverkehr. Zudem sah man einen weiteren Ausbau des bestehenden Rings wegen der zahlreichen Brückenbauwerke als sehr aufwändig und teuer an.
Das westliche Teilstück dieses zweiten Rings stellt die A 61 dar. Als Oststrecke war die damals projektierte Verlängerung der A 31 durch das Bergische Land geplant. Im Norden sollten diese Autobahnen durch die nie gebaute A 54 verbunden werden. Der einzige davon fertiggestellte Abschnitt ist die heutige A 542. Die südliche Verbindung sollte durch eine weitere Rheinüberquerung bei Wesseling erfolgen.

### Weitere Autobahnen

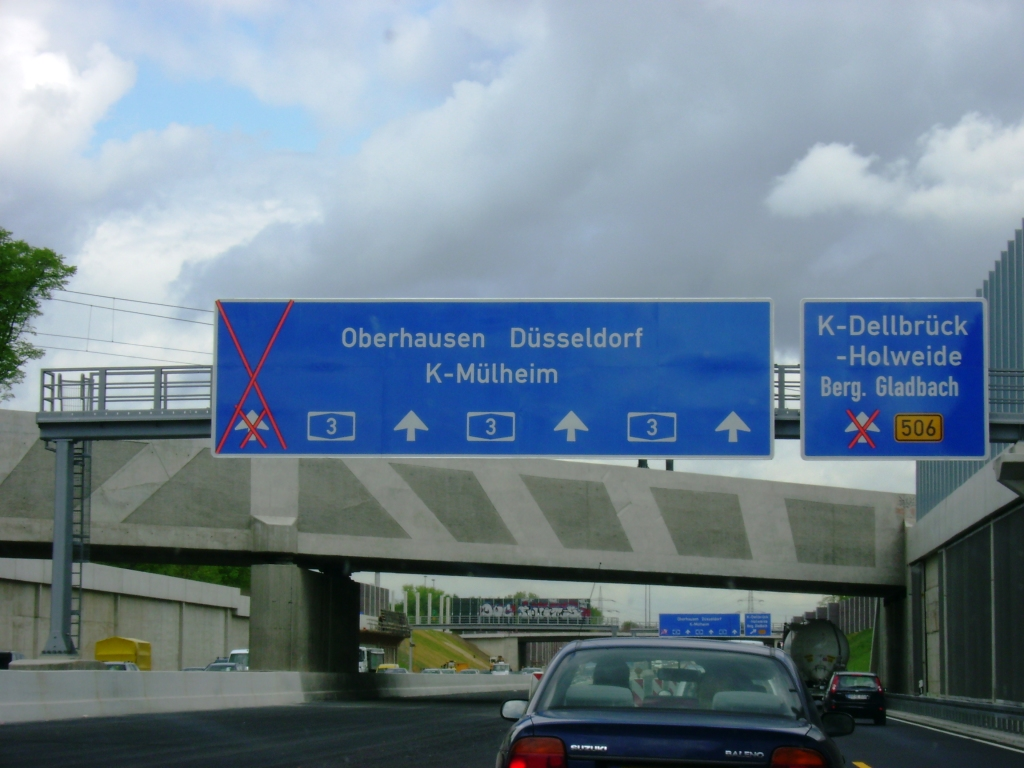
Der Abschnitt der A3 zwischen Kreuz Köln-Ost und Köln-Mülheim während der Ausbauphase 2008

Die Planungen der 1960er und 1970er Jahre sahen den Neubau zahlreicher Autobahnen im Großraum Köln vor, von denen vier zusätzlich zu den bereits elf vorhandenen auf den Kölner Ring geführt hätten. Wären all diese Planungen umgesetzt worden, würde der Kölner Ring über neun Autobahnkreuze und drei Autobahndreiecke führen.
- Die A 540, von der lediglich ein 7 km langer Abschnitt bei Grevenbroich gebaut wurde, wäre von Mönchengladbach an der heutigen Anschlussstelle Köln-Bocklemünd auf die A 1 getroffen.
- Als 5 km lange Verbindung zwischen der A 54 und der A 1 wäre die A 552 bei Köln-Niehl auf den Ring gestoßen. Da die hier angeschlossene Straße vierspurig ausgebaut ist, hat die Anschlussstelle den Charakter eines Autobahnkreuzes.
- Die Verlängerung der A 43 von Wuppertal sollte nördlich der Anschlussstelle Köln-Mülheim gemeinsam mit der A 59 auf den Kölner Ring treffen.
- Die A 553 sollte von Brühl aus bis zur A 4 zwischen der Anschlussstelle Köln-Eifeltor und dem Kreuz Köln-Süd verlängert werden.
- Die A 59 sollte von einem Autobahnkreuz zwischen Köln-Mülheim und Leverkusen beidseitig der A 3 bis zum Heumarer Dreieck verlaufen. Das Autobahnkreuz Köln-Ost wurde beim Bau bereits dafür ausgelegt.

## Besonderheiten
Der etwa 6 km lange Abschnitt der A 3/A 4 vom Kreuz Köln-Ost über das Dreieck Heumar bis zum Kreuz Gremberg ist neben dem Teilstück der A 5 vom Frankfurter Westkreuz bis zum Bad Homburger Kreuz und dem Teilstück der A 61 vom Kreuz Frankenthal bis zum Kreuz Mutterstadt der einzige Autobahnabschnitt Deutschlands, auf dem drei Autobahnkreuze hintereinander folgen, ohne dass sich dazwischen eine Anschlussstelle befindet. Diese Folge wird dann lediglich von der Anschlussstelle Köln-Poll unterbrochen, nach der das Autobahnkreuz Köln-Süd folgt. Die geringe Anzahl an Anschlussstellen ist darin begründet, dass abgesehen vom Heumarer Dreieck alle Autobahnen über die Kreuze hinweg als Stadtautobahn oder Autobahnzubringer nach Köln hinein führen und somit Anschlussstellen ersetzen.